# Rosa Roth – Nirgendwohin
Nirgendwohin ist ein deutscher Fernsehfilm von Carlo Rola aus dem Jahr 1996. Es handelt sich um die vierte Episode der ZDF-Kriminalfilmreihe Rosa Roth mit Iris Berben in der Titelrolle einer Kriminalkommissarin der Berliner Mordkommission. Roth muss sich in diesem in der Vorweihnachtszeit spielenden Film mit drei als Sicherheitsleuten getarnten Gangstern befassen, deren Ziel es ist, die Einnahmen eines Kaufhauses an sich zu bringen und sich damit abzusetzen. Roths Mitarbeiter Charly Kubick, Jürgen Roeder und Karin von Lomanski werden wiederum von Jockel Tschiersch, Zacharias Preen und Carmen-Maja Antoni verkörpert, ihr Vorgesetzter Günther Zorn von Gunter Schoß. Die Haupt-Gaststars dieser Folge sind Christoph Waltz, Martina Gedeck, Nina G. Akel, Maximilian Wigger, Fabian Lentin, Gert Haucke und Christel Peters. 

## Handlung
Dem Film vorangestellt ist folgendes Zitat: „Soll ich weils Brauch ist ein Stück Eisen stecken in das nächste Fleisch oder ins übernächste. Mich dran zu halten weil die Welt sich dreht. Herr brich mir das Genick im Sturz von einer Bierbank.“ (Heiner Müller)
Es ist Weihnachtszeit und die Kriminalkommissarin Rosa Roth wird von ihrem Kollegen Charly Kubick eingeladen, den Abend mit ihm und seiner Familie zu verbringen. Roth freut sich darüber, möchte aber noch schnell im Kaufhaus ein Geschenk für die beiden Kinder des Kollegen besorgen. Dort macht sie die Bekanntschaft des 11-jährigen Sami, der sie berät. Im Kaufhaus findet zur selben Zeit ein Überfall statt. Vier Gangster haben sich als Sicherheitsbeamte eines Geldtransporters verkleidet, um das Kaufhaus um die zur Weihnachtszeit besonders lukrativen Einnahmen zu erleichtern. Es geht allerdings insoweit etwas schief, als die echten Fahrer der Sicherheitsfirma früher als erwartet auftauchen. Es kommt zu einer Schießerei. Die Täter flüchten in die nächste U-Bahn-Station, verfolgt von Rosa Roth. Die Kommissarin unterrichtet ihre Kollegen mit dem Handy von dem Vorfall.
Als die Kriminellen an der nächstgelegenen Haltestelle die Bahn verlassen wollen, erwartet sie ein umfangreiches Polizeiaufgebot. Die zwei Männer und zwei Frauen nehmen daraufhin die Fahrgäste des Abteils in dem sich auch Roth und der kleine Sami befinden als Geiseln. Sie fordern die Weiterfahrt der Bahn, die sie nach längeren Verhandlungen erzwingen. Die Fahrgäste des betroffenen Waggons reagieren sehr unterschiedlich auf die gefährliche Lage, in der sie sich befinden. Durch einen Zufall entdecken die Gangster Rosa Roths Pistole und können sie als Kommissarin der Mordkommission entlarven. Nach der Drohung, Roth als erste Geisel zu erschießen, darf die Bahn weiterfahren. Ein älterer Herr, der einen leichten Herzinfarkt hatte, darf die Bahn an der nächsten Station verlassen. Zwischen den vier Räubern kommt es unverhofft zu Streitigkeiten, die einer von ihnen, Pummi, mit dem Leben bezahlen muss. Kurz darauf bricht die schwangere Frau Bartsch zusammen, die Wehen haben bei ihr eingesetzt. Zum Glück ist auch ein Arzt, Dr. Seidel, im Waggon, der sich um die Frau kümmert. Der tonangebende Gangster Wietze lässt den Zug anhalten bis das Baby, ein Mädchen, geboren ist. Mutter und Kind dürfen den Waggon an der nächsten Haltestelle verlassen.
Roths Chef Günther Zorn und ihre Mitarbeiterin Karin von Lomanski sind Teil des Teams, das sich in Alarmbereitschaft befindet. Beim Halt des Waggons steigt Roths Mitarbeiter Jürgen Röder zu, der sich als Putzmann ausgibt. Ein solcher wurde von Wietze angefordert. Seine Tarnung fliegt jedoch schnell auf und die Gangster treiben ein böses Spiel mit ihm, bevor sie ihn aus dem Waggon schmeißen. Die Situation wird für die Geiseln immer unerträglicher. Unter ihnen ist auch der Graffiti-Sprayer Gunnar, der den Tätern auf Initiative seiner Freundin Suse hilft, einen Fluchtplan zu entwickeln, um so die Geiselnahme für die Fahrgäste zu beenden. So fährt die Bahn zunächst in eine Waschanlage, wo die meisten Geiseln auf Initiative von Roth zurückgelassen werden. Anschließend wechseln die Gangster den Zug und steuern mit nur noch drei Geiseln, nämlich Roth, Dr. Seidel und dem Fahrer der U-Bahn, eine Ausgangsstelle an. Da der Fluchtweg aber umstellt ist, sprengt Täterin Mona einen Waggon in die Luft, was eine Explosion mit nachfolgendem Feuer auslöst, bei der sie, da sie unglücklich gestürzt ist, verbrennt. Daraufhin trennen sich die beiden noch übriggebliebenen Gangster Tomba und Wietze. Letzterer flüchtet mit seiner Geisel Rosa Roth in eine Kirche. Hier fügt er sich Roths Bitte, alle Besucher der Kirche gehen zu lassen. Er bedroht Roth, die ihn immer noch überreden will, sich zu stellen mit einer Pistole, da er möchte, dass sie die Kirche ebenfalls verlässt. Dann zündet er eine Handgranate und sprengt sich in die Luft.

## Produktionsnotizen
Der Film wurde 1995 in Berlin und Umgebung gedreht. Nils Burtzlaff und Christian Scheerer oblag die Aufnahmeleitung, Jochen Kather die Produktionsleitung und Elke Hendrich die Herstellungsleitung. Als Produzent fungierte Norbert Sauer. Die Redaktion des Films lag bei Klaus Bassiner und Alexander Ollig. Produziert wurde der Film von der Ufa Fernsehproduktion GmbH Berlin im Auftrag des ZDF und des ORF.

## Rezeption

### Veröffentlichung
Die Folge Nirgendwohin wurde am 16. November 1996 zur Hauptsendezeit im ZDF erstausgestrahlt.
Die ersten sechs Folgen der Reihe wurden von Studio Hamburg Enterprises am 25. Mai 2012 auf DVD herausgegeben.

### Kritik
Die Kritiker der Fernsehzeitschrift TV Spielfilm vergaben an den Film eine mittlere Wertung, der Daumen zeigte zur Seite, für Action, Spannung und Erotik gab es jeweils einen von drei möglichen Punkten. Weiter gab man zu bedenken: „Wie in US-Katastrophenfilmen der 70er Jahre geht es in dieser ziellosen ‚Rosa Roth‘-Folge zu: Das zerstrittene Paar, der ausrastende Gangster, ein auf ärztliche Hilfe angewiesenen Fahrgast, die Geisel, die ein Kind gebärt alle sind dabei. Drehbuchautor Knut Boeser beweist Mut zur Schicksalsbündelung, zeichnet die Polizei als kriminell einfältig und Iris Berben als Mutter Theresa des Morddezernats. Weniger wäre mehr gewesen…“ Fazit: „Die Glaubwürdigkeit bleibt auf der Strecke“.